# Barrio Primero de Mayo (Córdoba)
Barrio Primero de Mayo (anteriormente conocido como Barrio Gilbert) es un barrio ubicado en el Departamento Santa María de la Provincia de Córdoba. Se halla sobre la Ruta Nacional 20, depende administrativamente del municipio de Malagueño, de cuyo centro urbano dista unos 5 kilómetros al oeste.
En 2012 comenzaron las obras de pavimentación de todo el barrio. El barrio fue creado a fines de los años 1980.

El barrio está compuesto por 9 cuadras en total, cuenta con iglesia, escuela primaria y secundaria.
Cuenta con 1277 habitantes (Indec, 2010), lo que representa un incremento del 12 % frente a los 1142 habitantes (Indec, 2001) del censo anterior.
| Gráfica de evolución demográfica de Barrio Primero de Mayo entre 1991 y 2010 |
|                                                                              |
| Fuente: Censos nacionales del INDEC                                          |